# Gerbécourt-et-Haplemont
Pour l’article homonyme, voir Gerbécourt.
Gerbécourt-et-Haplemont est une commune française située dans le département de Meurthe-et-Moselle, en région Grand Est.

## Géographie
| Clérey-sur-Brenon | Ceintrey                | Lemainville    |
| Omelmont          | Gerbécourt-et-Haplemont | Ormes-et-Ville |
| Tantonville       | Affracourt              | Haroué         |

### Hydrographie
La commune est dans le bassin versant du Rhin au sein du bassin Rhin-Meuse. Elle est drainée par le Madon, le ruisseau de Joyeux et le ruisseau de la Vermillere,.
Le Madon, d'une longueur de 97 km, prend sa source dans la commune de Vioménil et se jette  dans la Moselle à Pont-Saint-Vincent, après avoir traversé 47 communes. 

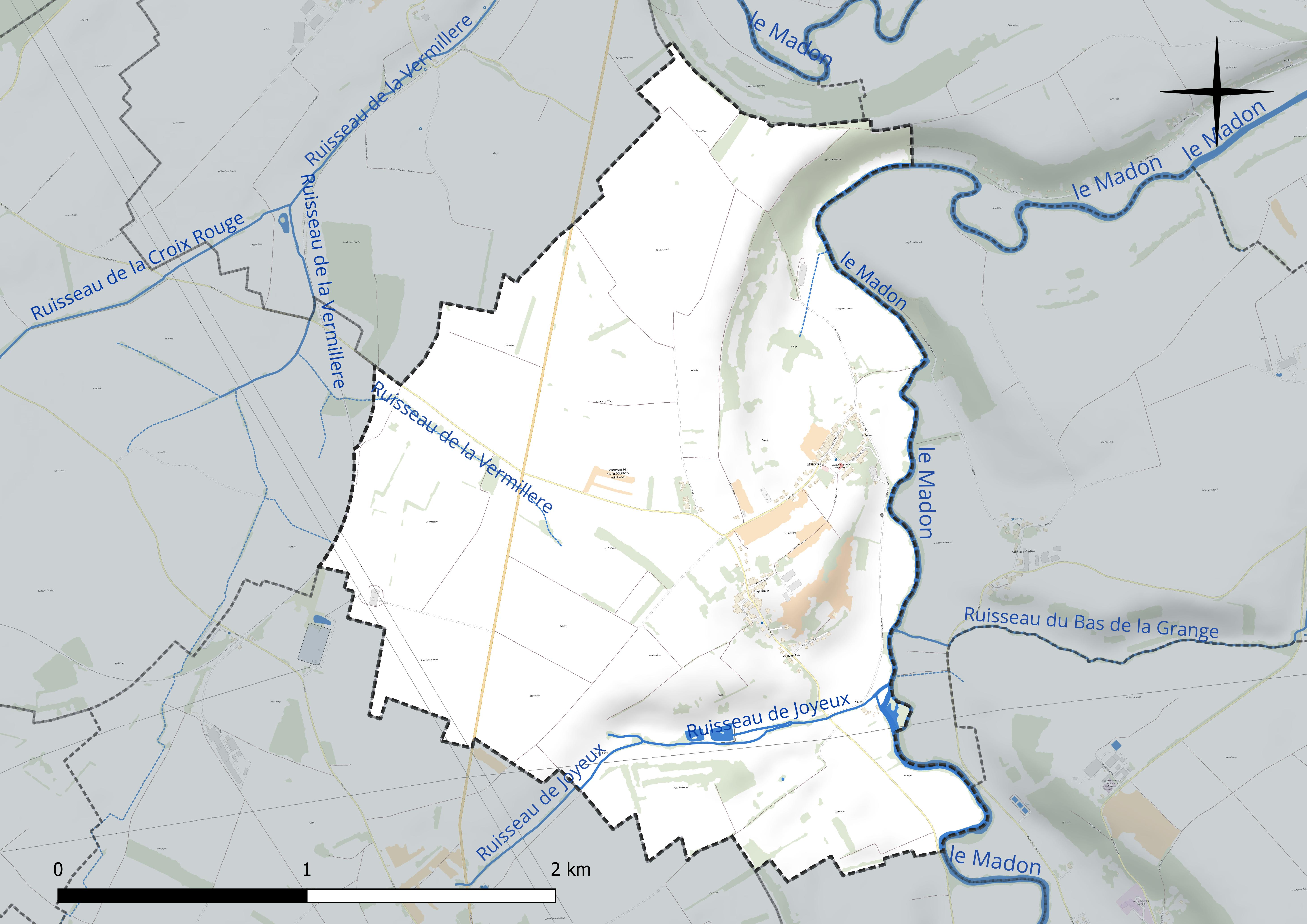
Réseau hydrographique de Gerbécourt-et-Haplemont.

### Climat
Pour des articles plus généraux, voir Climat du Grand Est et Climat de Meurthe-et-Moselle.
En 2010, le climat de la commune est de type climat des marges montargnardes, selon une étude du Centre national de la recherche scientifique s'appuyant sur une série de données couvrant la période 1971-2000. En 2020, Météo-France publie une typologie des climats de la France métropolitaine dans laquelle la commune est exposée à un climat semi-continental et est dans la région climatique  Lorraine, plateau de Langres, Morvan, caractérisée par un hiver rude (1,5 °C), des vents modérés et des brouillards fréquents en automne et hiver. 
Pour la période 1971-2000, la température annuelle moyenne est de 9,8 °C, avec une amplitude thermique annuelle de 17 °C. Le cumul annuel moyen de précipitations est de 841 mm, avec 11,7 jours de précipitations en janvier et 9,7 jours en juillet. Pour la période 1991-2020, la température moyenne annuelle observée sur la station météorologique de Météo-France la plus proche, « Nancy-Ochey », sur la commune d'Ochey à 19 km à vol d'oiseau, est de 10,5 °C et le cumul annuel moyen de précipitations est de 810,4 mm. 
La température maximale relevée sur cette station est de 39,6 °C, atteinte le 25 juillet 2019 ; la température minimale est de −19,1 °C, atteinte le 12 janvier 1987,,. 
Les paramètres climatiques de la commune ont été estimés pour le milieu du siècle (2041-2070) selon différents scénarios d'émission de gaz à effet de serre à partir des nouvelles projections climatiques de référence DRIAS-2020. Ils sont consultables sur un site dédié publié par Météo-France en novembre 2022.

## Urbanisme

### Typologie
Au 1er janvier 2024, Gerbécourt-et-Haplemont est catégorisée commune rurale à habitat dispersé, selon la nouvelle grille communale de densité à sept niveaux définie par l'Insee en 2022.
Elle est située hors unité urbaine. Par ailleurs la commune fait partie de l'aire d'attraction de Nancy, dont elle est une commune de la couronne,. Cette aire, qui regroupe 353 communes, est catégorisée dans les aires de 200 000 à moins de 700 000 habitants,.

### Occupation des sols
L'occupation des sols de la commune, telle qu'elle ressort de la base de données européenne d’occupation biophysique des sols Corine Land Cover (CLC), est marquée par l'importance des territoires agricoles (97,3 % en 2018), une proportion identique à celle de 1990 (97,3 %). La répartition détaillée en 2018 est la suivante : terres arables (54,4 %), prairies (42,9 %), forêts (2,7 %). L'évolution de l’occupation des sols de la commune et de ses infrastructures peut être observée sur les différentes représentations cartographiques du territoire : la carte de Cassini (XVIIIe siècle), la carte d'état-major (1820-1866) et les cartes ou photos aériennes de l'IGN pour la période actuelle (1950 à aujourd'hui).

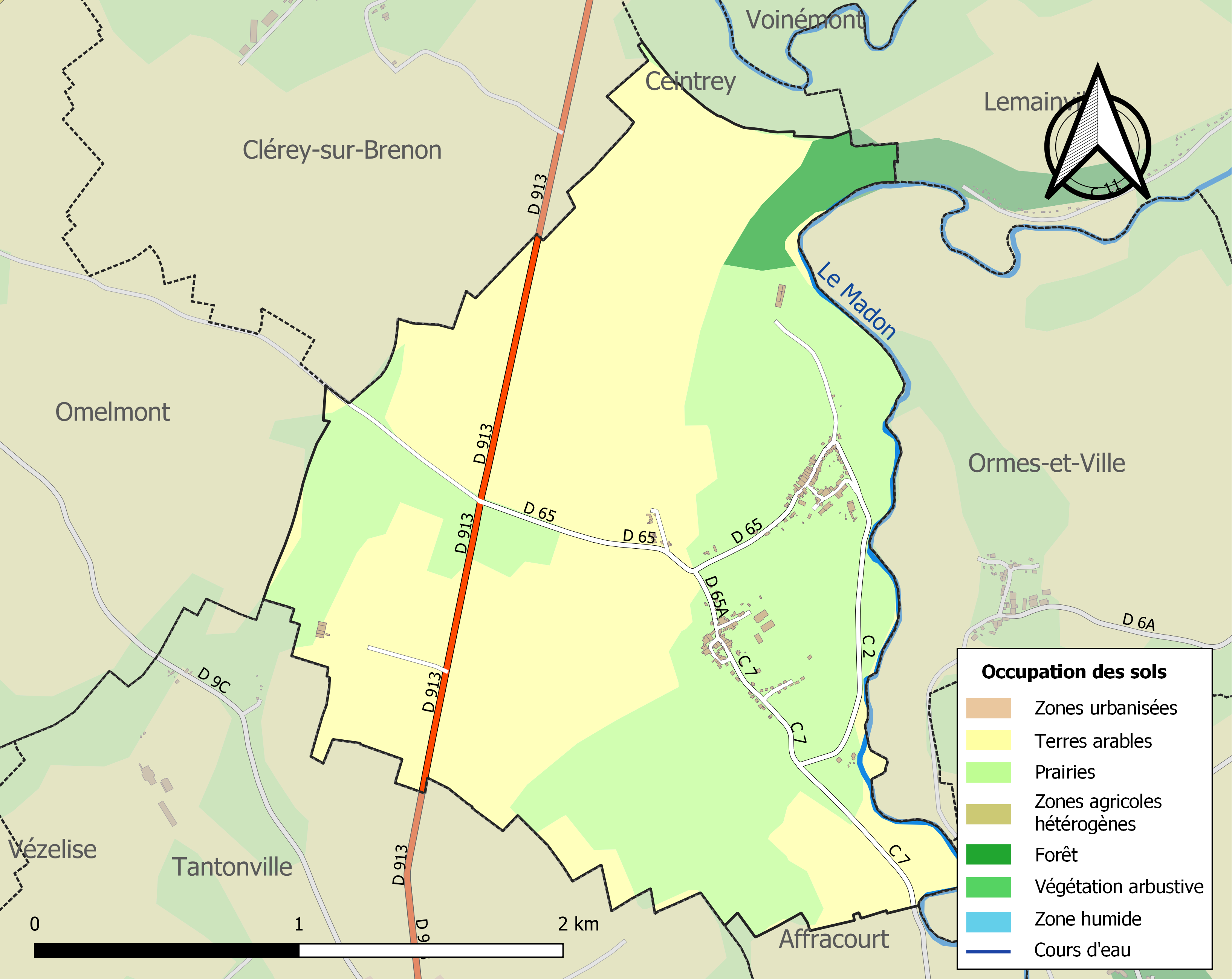
Carte des infrastructures et de l'occupation des sols de la commune en 2018 (CLC).

## Toponymie
Gerbécourt est attesté sous les formes Villa Gerberticurtis in pago Salninse (922) ; Gerbecurt (1469) ; Geweilcourt (1477) ; Gerbicuria (1490) ; Gevrecourt (1550) ; Gelbecourt (1594) ; Gerbécourt-en-Saulnois (1779) ; Pagus Gerbercursis (910) ; Comitatus Gerbercinsis (915) ; Girbercurt (1127-1168) ; Girberti curtis (1144) ; Gerbeicourt (1399) ; Gerbercourt (1416) ; Gerbelcourt (1526) ; Gerbécourt-sur-Madon (1779).

Gerbertshofen en allemand.
Haplemont, ancien hameau de la commune, est attesté sous les formes Haplemons (1402) ; Happlemont (1416) ; Aplemont (1665).

## Histoire
- Présence gallo-romaine.
- Le hameau d'Haplemont dépendait déjà de Gerbécourt au XVIIIe siècle.

## Politique et administration
| Période                                  | Période                   | Identité                                     | Étiquette | Qualité                                   |
| ---------------------------------------- | ------------------------- | -------------------------------------------- | --------- | ----------------------------------------- |
| Les données manquantes sont à compléter. |                           |                                              |           |                                           |
| mars 2001                                | 2014                      | Christian Thouvenot                          |           |                                           |
| mars 2014                                | En cours (au 23 mai 2020) | Franck Ogier, Réélu pour le mandat 2020-2026 |           | Chef d'entreprise de dix salariés ou plus |

## Démographie
L'évolution du nombre d'habitants est connue à travers les recensements de la population effectués dans la commune depuis 1793. Pour les communes de moins de 10 000 habitants, une enquête de recensement portant sur toute la population est réalisée tous les cinq ans, les populations de référence des années intermédiaires étant quant à elles estimées par interpolation ou extrapolation. Pour la commune, le premier recensement exhaustif entrant dans le cadre du nouveau dispositif a été réalisé en 2008.

En 2022, la commune comptait 243 habitants, en évolution de +7,52 % par rapport à 2016 (Meurthe-et-Moselle : −0,13 %, France hors Mayotte : +2,11 %).
| 1793 | 1800 | 1806 | 1821 | 1831 | 1836 | 1841 | 1846 | 1851 |
| ---- | ---- | ---- | ---- | ---- | ---- | ---- | ---- | ---- |
| 202  | 210  | 191  | 191  | 203  | 223  | 213  | 232  | 251  |

| 1856 | 1861 | 1872 | 1876 | 1881 | 1886 | 1891 | 1896 | 1901 |
| ---- | ---- | ---- | ---- | ---- | ---- | ---- | ---- | ---- |
| 229  | 232  | 244  | 252  | 237  | 248  | 262  | 265  | 257  |

| 1906 | 1911 | 1921 | 1926 | 1931 | 1936 | 1946 | 1954 | 1962 |
| ---- | ---- | ---- | ---- | ---- | ---- | ---- | ---- | ---- |
| 248  | 238  | 183  | 183  | 167  | 185  | 151  | 157  | 135  |

| 1968 | 1975 | 1982 | 1990 | 1999 | 2006 | 2008 | 2013 | 2018 |
| ---- | ---- | ---- | ---- | ---- | ---- | ---- | ---- | ---- |
| 115  | 111  | 154  | 201  | 217  | 221  | 222  | 218  | 234  |

| 2022 | - | - | - | - | - | - | - | - |
| ---- | - | - | - | - | - | - | - | - |
| 243  | - | - | - | - | - | - | - | - |

## Culture locale et patrimoine

### Lieux et monuments
- Église du XIXe siècle à Gerbécourt.

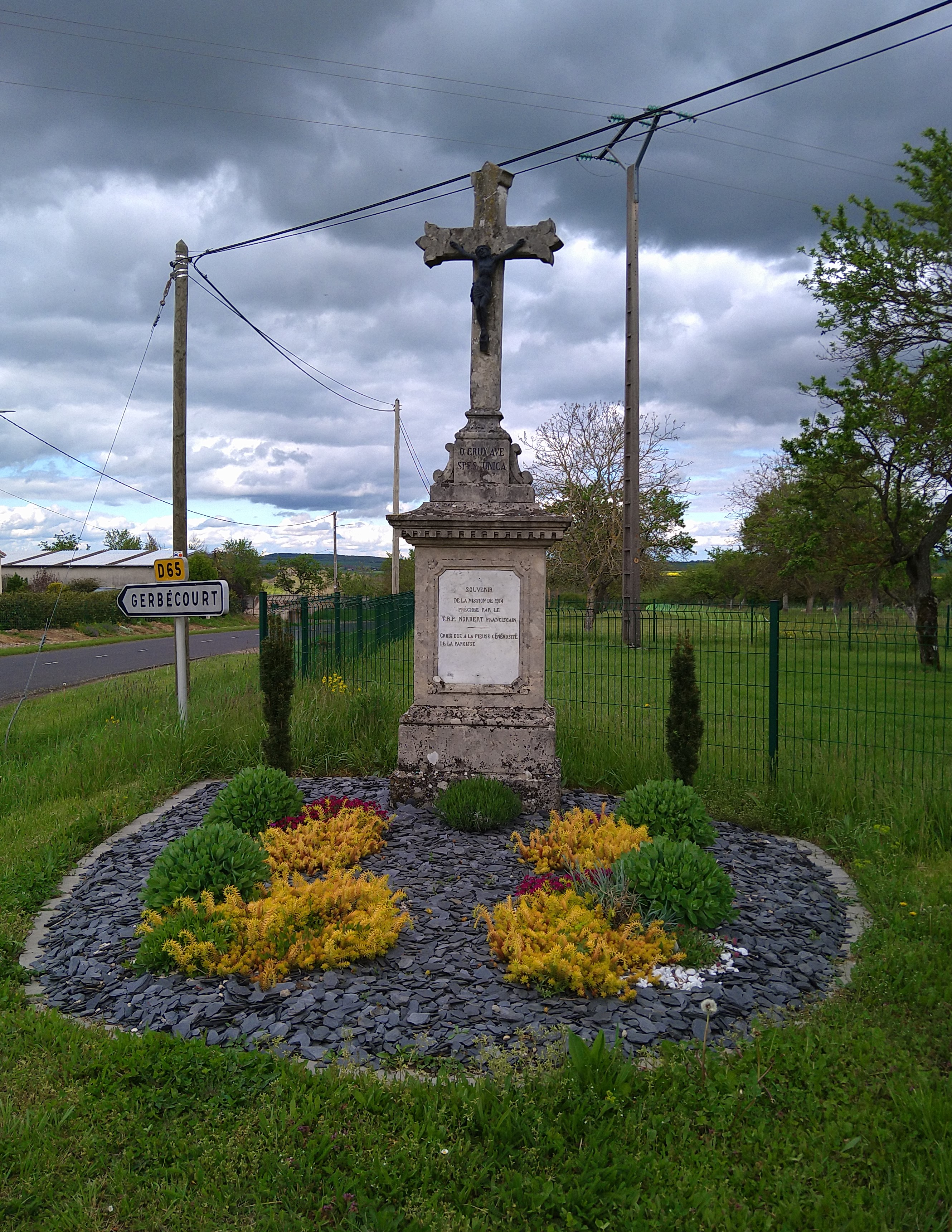
Croix de mission (1914).
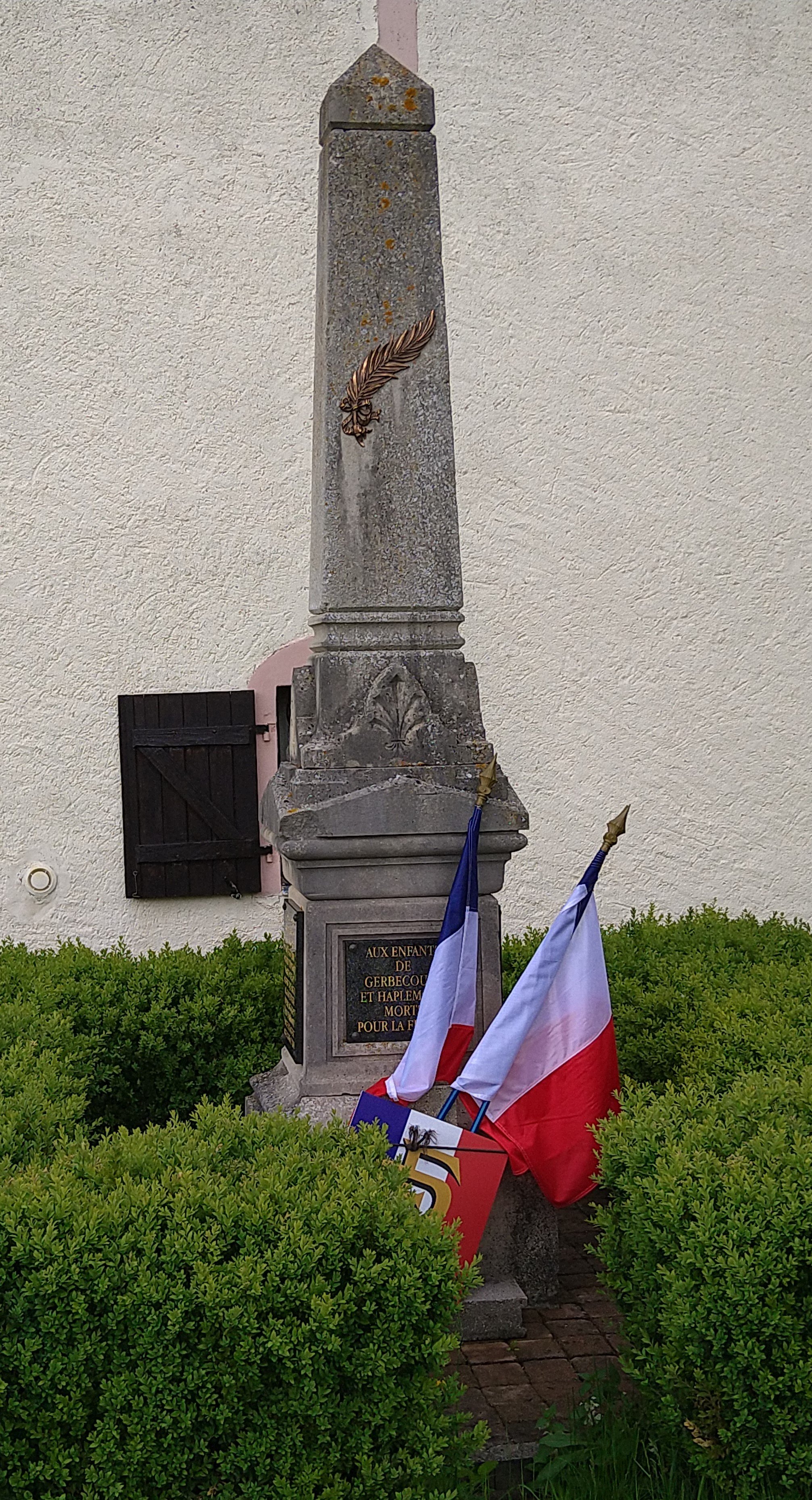
Monument aux morts.

### Personnalités liées à la commune
- Raymond Sabot (1919-2008), résistant français, Compagnon de la Libération, y est inhumé.
- Guy Desnoyers (1920-2010), prêtre catholique d'Uruffe qui défraya la chronique dans les années 1950 à la suite de son crime sur sa maîtresse et l'enfant qu'elle portait, est né à Haplemont en 1920.

### Héraldique
| Blason de Gerbécourt-et-Haplemont | Blason  | Parti : au premier d'argent aux trois chevrons de gueules, au second de gueules aux trois roses d'argent ; à la crosse abbatiale contournée d'azur brochant sur la partition.                                                                                      |
| Blason de Gerbécourt-et-Haplemont | Détails | Gerbécourt et Haplemont dépendaient du marquisat d’Haroué (les chevrons) et de l’abbaye de Saint Epvre de Toul (les trois roses). La crosse abbatiale nous rappelle que le prieuré de Flavigny y avait des biens. Le statut officiel du blason reste à déterminer. |